# 奥利弗·巴蒂斯塔-迈尔
奥利弗·巴蒂斯塔-迈尔（德語：Oliver Batista-Meier，2001年2月16日—）是一位德国足球运动员，自2016起效力于拜仁慕尼黑，现时代表二队参加德丙联赛，于场上司职中场。

## 足球生涯

### 俱乐部生涯
巴蒂斯塔-迈尔自幼是在其家乡凯泽斯劳滕的凯泽斯劳滕足球俱乐部开始其足球生涯，至15岁时才转投拜仁慕尼黑的青训营。在2016-17赛季，他跟随拜仁U17梯队在决赛中以2比0战胜云达不来梅，夺得了德国U-17足球锦标赛冠军。一年后，巴蒂斯塔-迈尔入选U19梯队，并参加了德国青年杯，却至第二圈赛事中遭到其老东家凯泽斯劳滕所淘汰。但凭借在俱乐部和国青队中的优异表现，巴蒂斯塔-迈尔在2018年的弗里茨·瓦尔特奖评选中荣膺U17组银牌。
巴蒂斯塔-迈尔于2018-19赛季是作为U19梯队的主力球员出赛，但由于脚踝受伤而未能实现全勤。此外，他也曾在地区联赛的开季初期短暂代表拜仁二队上阵。至2019-20赛季，巴蒂斯塔-迈尔在拜仁二队升入德丙联赛后获入选该队阵容。他在那里将继续师从其U19梯队的主教练塞巴斯蒂安·赫内斯，后者于该赛季接替了霍尔格·塞茨的二队主教练一职。2019年7月20日，在对阵维尔茨堡踢球者的德丙联赛中，巴蒂斯塔-迈尔首发出场，完成职业生涯首秀。

### 国家队生涯
截至2018年季末，巴蒂斯塔-迈尔已代表德国各级青年队出场21次。他曾跟随德国U17参加了在英格兰举行的2018年欧洲U-17足球锦标赛，但于分组赛阶段便遭淘汰。
尽管已代表德国青年队出战，拥有巴西血统的巴蒂斯塔-迈尔在未来仍有机会入选巴西国家足球队。

### 荣誉及奖项
- 德国U-17足球锦标赛冠军：2017年
- 弗里茨·瓦尔特奖：U17组银奖（2018年）